# David Gilmour
David Jon Gilmour (Cambridge, 6 marzo 1946) è un cantautore, polistrumentista, compositore e produttore discografico britannico.
Dal 1968 al 1995, e nuovamente nel 2014, è stato il chitarrista e cantante dello storico gruppo inglese Pink Floyd, con cui è diventato uno dei più influenti e celebri chitarristi del rock. Oltre al suo lavoro con i Pink Floyd, ha intrapreso una carriera solista ed è anche stato produttore discografico per altri artisti. La rivista Rolling Stone lo ha inserito al 14º posto nella lista dei migliori chitarristi di sempre.

## Biografia

### Primi anni (1946-1966)
David Gilmour è nato a Cambridge, in Inghilterra. Suo padre, Douglas Gilmour, era professore di zoologia all'università di Cambridge e sua madre, Sylvia Wilson, lavorava come insegnante e come montatrice. Nel documentario Pink Floyd: Live at Pompeii, Gilmour definisce la famiglia di provenienza "nouveau riche".
Da giovane Gilmour frequentò la Perse School e conobbe il futuro chitarrista e cantante dei Pink Floyd, Syd Barrett, che frequentava la Cambridgeshire High School for Boys; le due scuole si trovavano sulla stessa via. Studiò lingue moderne a livello avanzato e, insieme a Barrett, imparò a suonare la chitarra, approfittando del tempo concesso agli studenti per pranzare. I due, tuttavia, non suonavano ancora nella stessa band e Gilmour, nel 1963, fece parte del gruppo Jokers Wild, che lasciò nel 1966.
Dopo l'abbandono della band, partì con alcuni amici per suonare nelle strade di Francia e di Spagna. Nel luglio 1992, in un'intervista con Nicky Horne per BBC Radio, Gilmour disse di essere stato ricoverato, a causa di quello stile di vita, in un ospedale per malnutrizione. Tornò in Inghilterra con i suoi amici in un furgoncino per il quale avevano rubato la benzina in un cantiere in Francia.

### Pink Floyd (1968-1996)
Gilmour venne avvicinato nel dicembre 1967 dal batterista Nick Mason, che gli chiese se fosse interessato a unirsi ai Pink Floyd, cosa che fece nel 1968, divenendo il quinto membro del gruppo con l'iniziale compito di rimediare agli errori di Syd Barrett, durante le esibizioni dal vivo; Barrett, infatti, stava avendo seri problemi mentali esacerbati dall'eccessivo uso di droghe, in particolare di LSD. Quando, ad aprile 1968, Barrett fu costretto a lasciare il gruppo a causa del suo comportamento incostante e problematico, Gilmour divenne il chitarrista principale del gruppo, oltre che cantante, insieme al bassista Roger Waters e al tastierista Richard Wright.

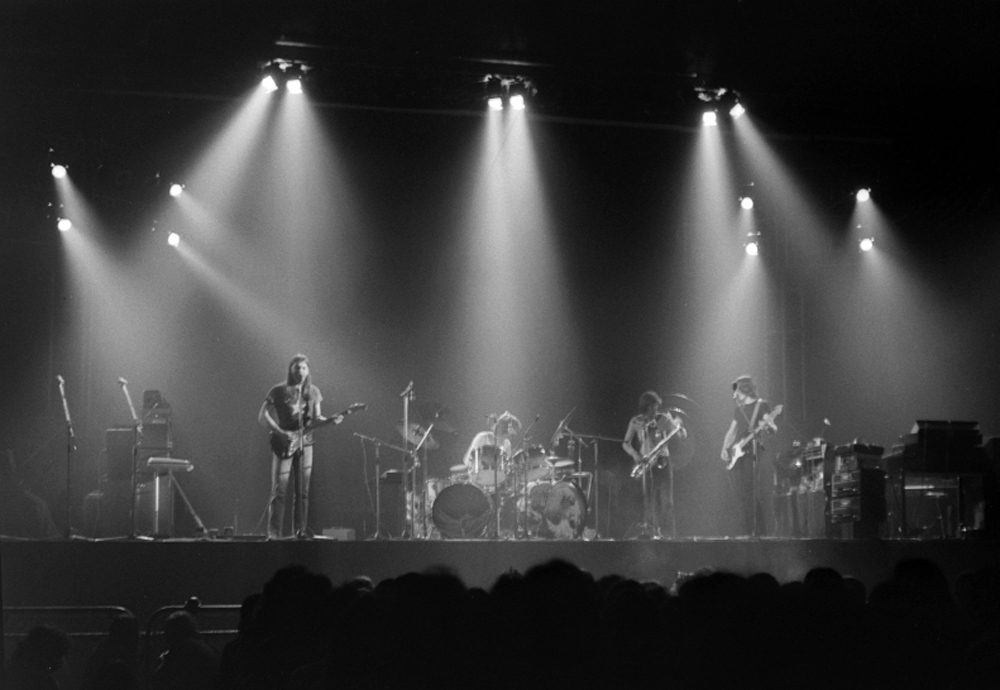
Un concerto dei Pink Floyd nel 1973

Dopo l'enorme successo di The Dark Side of the Moon e Wish You Were Here, Waters prende il controllo sulla band, scrivendo la gran parte di Animals e The Wall. Wright viene licenziato durante la registrazione di quest'ultimo album e i rapporti tra Gilmour e Waters cominciano a deteriorarsi durante le riprese del film Pink Floyd The Wall e la registrazione dell'album The Final Cut, nel 1983.
Dopo la registrazione di Animals, Gilmour comincia a pensare che la sua influenza musicale non venga sfruttata appieno e, nel 1978, pubblica David Gilmour, il suo primo album da solista, che mette in primo piano il suo peculiare stile di esecuzione, oltre a evidenziarne le capacità di autore. Un brano scritto durante gli ultimi giorni di preparazione dell'album, quando ormai era troppo tardi per inserirlo, diventa conosciuto grazie a The Wall con il titolo di Comfortably Numb.
L'atmosfera negativa che si produce durante la creazione di The Wall, sia l'album che il film, aggravata dall'uscita di The Final Cut, in sostanza album solista di Waters, spinge Gilmour a pubblicare nel 1984, un secondo album da solista: About Face. Il tour per pubblicizzare l'album non ha un grande successo, a causa della scarsa quantità di biglietti venduti.

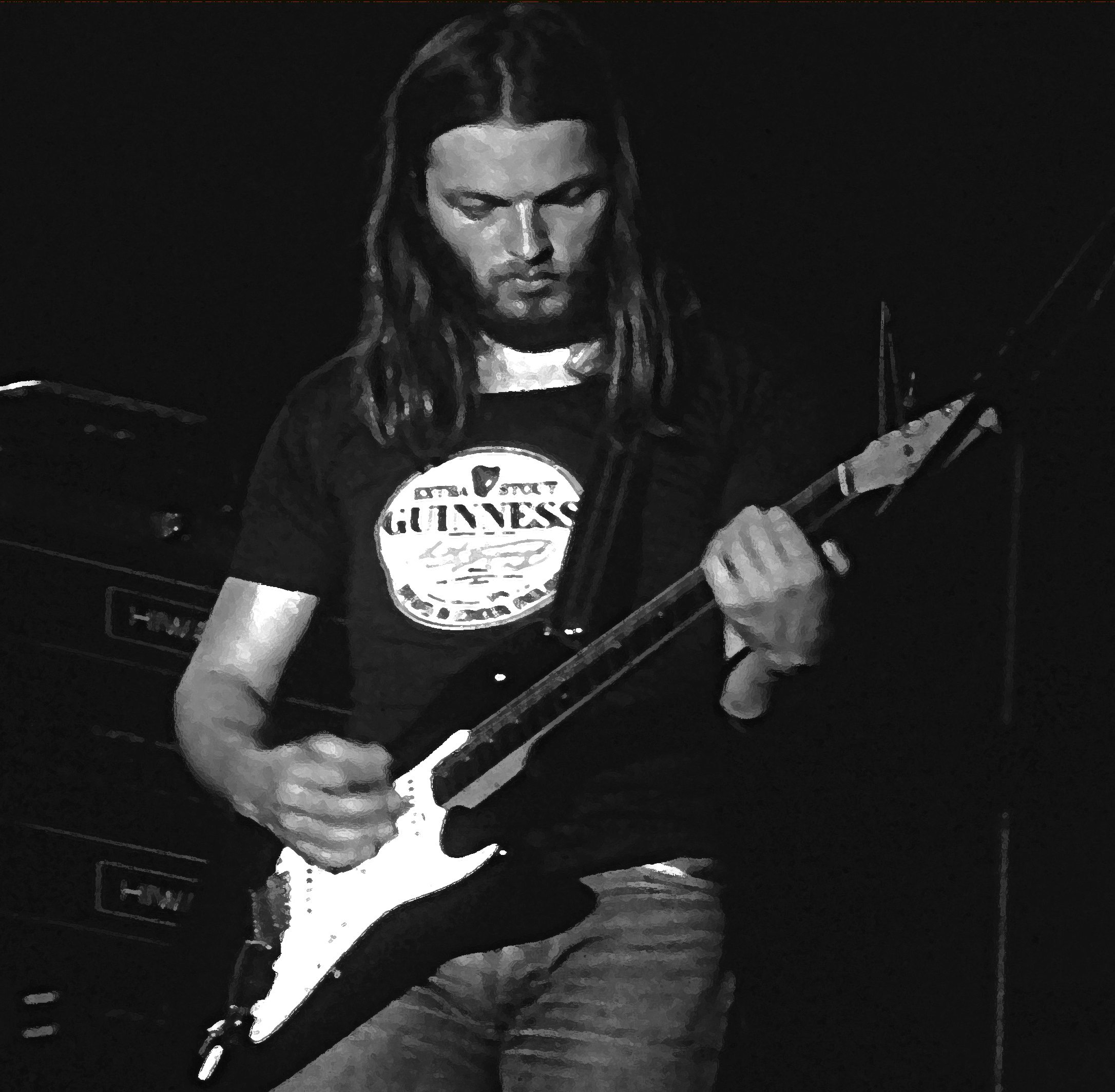
Gilmour negli anni settanta

Nel 1985 Waters dichiara che i Pink Floyd sono «creativamente uno spreco di energie». Comunque, nel 1986, Gilmour e il batterista Nick Mason emettono un comunicato stampa in cui dicono che anche se Waters ha lasciato il gruppo, intendono rimanere uniti sotto il nome di Pink Floyd. Così Gilmour assume il controllo completo della band e produce nel 1987 l'album A Momentary Lapse of Reason, con il contributo di Nick Mason e Richard Wright. Quest'ultimo si riunisce ufficialmente al gruppo per una lunga tournée e dà un contributo fondamentale per la creazione di The Division Bell, nel 1994. A proposito dell'album Gilmour spiega: 
Nel 1986 Gilmour acquista la casa galleggiante Astoria, che si trova lungo il Tamigi, vicino Hampton Court, e la trasforma in uno studio di registrazione. I due album più recenti dei Pink Floyd, oltre che l'ultimo album da solista di Gilmour, sono stati registrati lì.

### Anni 2000/2010

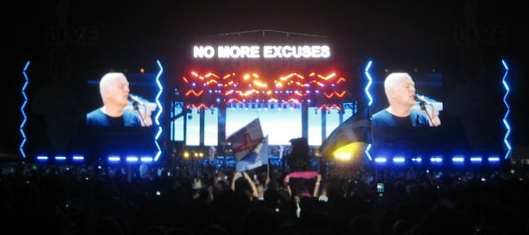
Dettaglio del palco del Live 8 di Londra durante l'esibizione dei Pink Floyd

Il 2 luglio 2005 Gilmour è tornato a esibirsi con i Pink Floyd, incluso Roger Waters, durante il Live 8 di Londra. L'esibizione causa un incremento temporaneo delle vendite dell'album dei Pink Floyd Echoes: The Best of Pink Floyd pari al 1343%; di conseguenza Gilmour dona in beneficenza tutti i profitti derivati dal Live 8, dicendo:

Poco tempo dopo, invita tutti gli artisti che stanno avendo un aumento delle vendite grazie alla loro esibizione durante il concerto a donare le entrate extra alla raccolta di fondi del Live 8. Poco dopo questa riunione vengono offerti 150 milioni di sterline ai Pink Floyd, per fare un tour negli Stati Uniti, ma il gruppo rifiuta l'offerta. Il 3 febbraio 2006 Gilmour, in un'intervista concessa a La Repubblica, dichiarò che i Pink Floyd non avrebbero più pubblicato nuovo materiale e non sarebbero andati nuovamente in tour:
 Gilmour rivela inoltre, parlando del Live 8, che con la loro ultima esibizione insieme si è voluto assicurare che la storia dei Pink Floyd non finisse su una nota amara: 
 Il 20 febbraio 2006 Gilmour, durante un'intervista per la rivista statunitense Billboard, commenta nuovamente l'ipotetica futura riunione dei Pink Floyd dichiarando di non averlo «assolutamente in progetto di farlo. I miei progetti sono di fare i miei concerti e pubblicare il mio album da solista.»
Il 6 marzo 2006 uscì in Europa il terzo album in studio di Gilmour, On an Island, mentre nel dicembre dello stesso anno il chitarrista pubblicò una versione del primo singolo del Pink Floyd, Arnold Layne, quale tributo personale a Syd Barrett, morto nel luglio dello stesso anno. Tra gli artisti che hanno eseguito il brano, registrato dal vivo alla Royal Albert Hall di Londra, spiccano Richard Wright e David Bowie. Il singolo entrò alla posizione 19 della Official Singles Chart e rimase stabile per tre settimane.
Il 10 luglio 2010 Gilmour si è esibito per la Hoping Foundation insieme a Roger Waters e ha confermato che avrebbe suonato Comfortably Numb in almeno uno del tour The Wall Live di Waters. Questo è successo il 12 maggio 2011 durante il concerto di Waters all'O2 Arena di Londra, al cui termine è salito sul palco anche il batterista Nick Mason per suonare insieme al resto della band Outside the Wall. Ciò è stata l'unica apparizione della formazione storica dei Pink Floyd in seguito alla morte del tastierista Richard Wright, avvenuta due anni prima.
A fine 2013 Gilmour è tornato in studio con Nick Mason per realizzare l'ultimo album dei Pink Floyd, The Endless River, senza rivelare nulla pubblicamente. Per la registrazione del disco ha impiegato del materiale inedito registrato tra il 1993 e il 1994 durante le sessioni di registrazione di The Division Bell. Il 5 luglio 2014, la moglie di Gilmour, Polly Samson, ha annunciato attraverso Twitter il titolo e la pubblicazione dell'album, quest'ultima avvenuta il 10 novembre dello stesso anno.

Dopo l'uscita di The Endless River, Gilmour ha annunciato di voler pubblicare un album da solista nel 2015. Nel corso di un'intervista, ha dichiarato di aver quasi completamente finito di scrivere il nuovo album e che presto entrerà in studio di registrazione per completare il lavoro: 
Il 7 giugno 2015 dal suo sito ufficiale viene annunciato il titolo del quarto album Rattle That Lock, pubblicato il 18 settembre e anticipato dai singoli Rattle That Lock e Today. L'album è stato promosso inizialmente da un tour europeo partito nel settembre 2015 e più tardi anche da una tournée svoltasi nel Nord America durante il 2016. Il 7 e 8 luglio 2016 Gilmour si è esibito nell'anfiteatro degli scavi archeologici di Pompei, 45 anni dopo il concerto con i Pink Floyd. Dall'evento è stato tratto l'album dal vivo Live at Pompeii, pubblicato il 29 settembre 2017.

## Altri progetti e attività

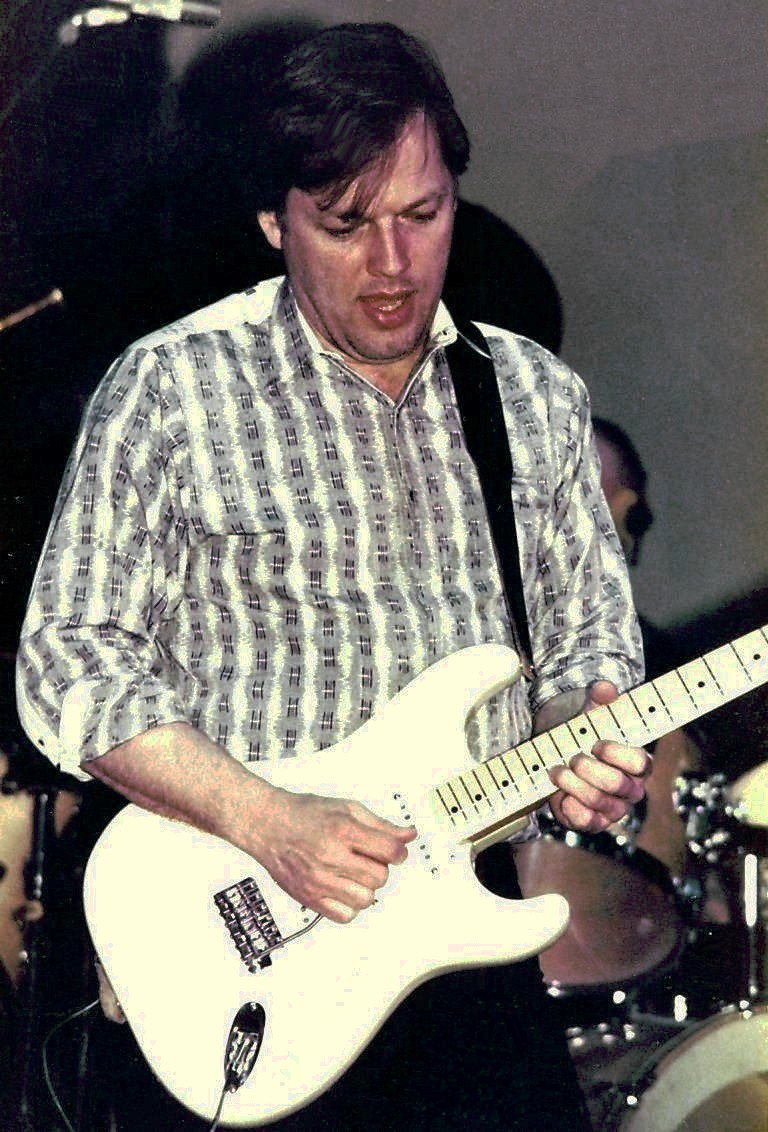
Gilmour nel 1984, durante il tour di About Face

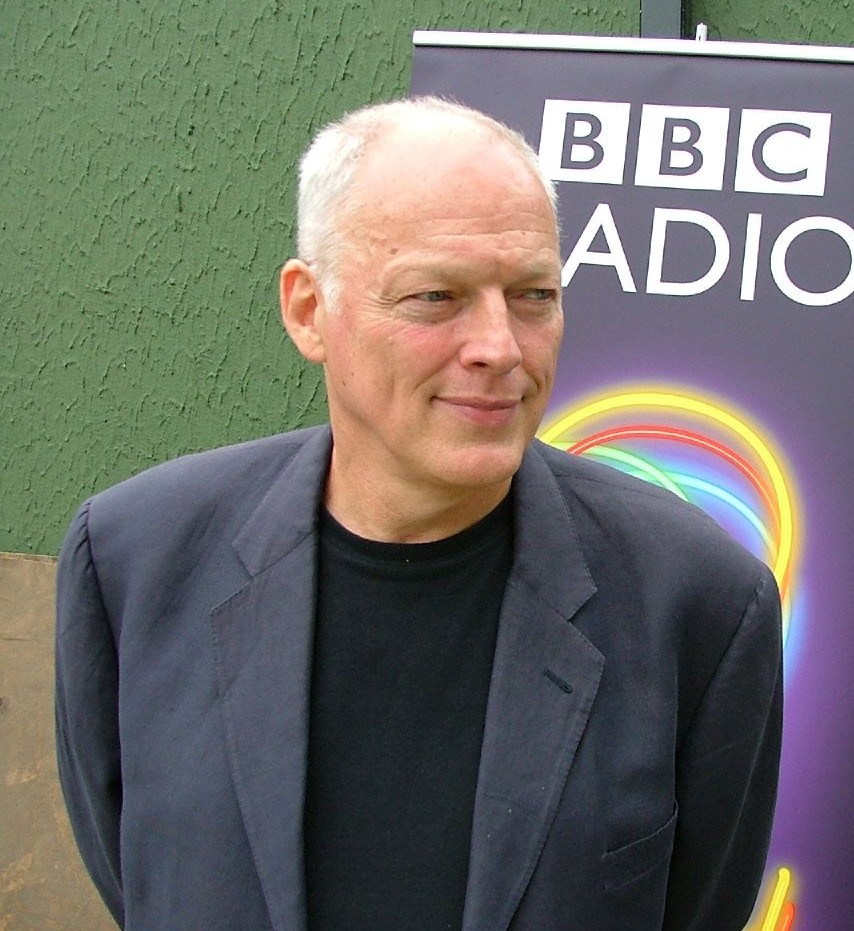
Gilmour al Live 8 nel luglio 2005

## Vita privata

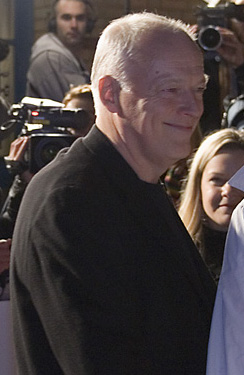
David Gilmour nel 2005

#### Chitarre

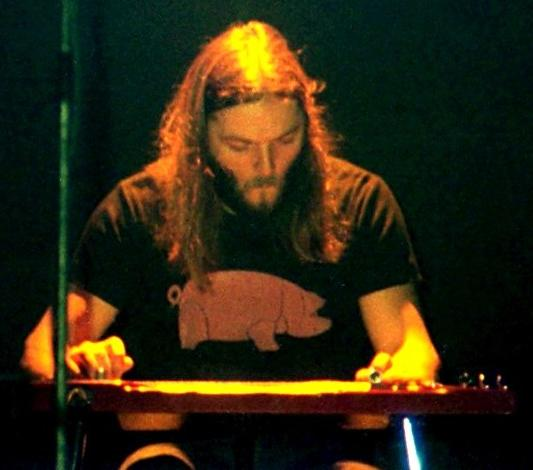
Gilmour nel 1977